# Revolution (2022)
Revolution (2022) – gala wrestlingu wyprodukowana przez federację i dla zawodników All Elite Wrestling (AEW). Odbyła się 6 marca 2022 w Addition Financial Arena w Orlando w stanie Floryda. Emisja była przeprowadzana na żywo przez serwis strumieniowy B/R Live w Ameryce Północnej i za pośrednictwem FITE TV na całym świecie oraz w systemie pay-per-view. Była to trzecia gala w chronologii cyklu Revolution.
Na gali odbyło się dwanaście walk, w tym trzy podczas pre-show Buy In. W walce wieczoru, "Hangman" Adam Page pokonał Adama Cole’a broniąc AEW World Championship. W innych ważnych walkach, CM Punk pokonał MJF-a w Dog Collar matchu, Jon Moxley pokonał Bryana Danielsona oraz Wardlow wygrał Face of the Revolution Ladder match. Na gali zobaczyliśmy także debiuty Swerve’a Stricklanda i Williama Regala w AEW.

## Produkcja
Revolution oferowało walki profesjonalnego wrestlingu z udziałem wrestlerów należących do federacji All Elite Wrestling. Oskryptowane rywalizacje (storyline’y) kreowane są podczas cotygodniowych gal Dynamite, Rampage, Dark i AEW Dark: Elevation oraz podczas odcinków serii Being The Elite. Wrestlerzy są przedstawieni jako heele (negatywni, źli zawodnicy i najczęściej wrogowie publiki) i face’owie (pozytywni, dobrzy i najczęściej ulubieńcy publiki), którzy rywalizują pomiędzy sobą w seriach walk mających budować napięcie. Kulminacją rywalizacji jest walka wrestlerska lub ich seria.

### Rywalizacje
9 lutego na odcinku Dynamite, po udanej obronie AEW World Championship, "Hangman" Adam Page został skonfrontowany przez Adama Cole’a, który wyraził zamiar wyzwania Page’a do walki o mistrzostwo, ponieważ osiągnął szczyt rankingu, aby zostać pretendentem numer jeden. W następnym tygodniu, walka została ogłoszona oficjalnie na Revolution.
Podczas debiutanckiego odcinka Dynamite na TBS 5 stycznia 2022, Jurassic Express (Jungle Boy i Luchasaurus) pokonali The Lucha Brothers (Penta El Zero Miedo i Rey Fénix), zdobywając AEW World Tag Team Championship. Po wielu obronach tytułu, 16 lutego ogłoszono, że Jurassic Express będzie bronić tytułu w Three-Way Tag Team matchu na Revolution. Ich przeciwnicy zostaną wyłonieni przez Tag Team Battle Royal na odcinku z 23 lutego oraz przez Casino Tag Team Royale na odcinku z 2 marca. reDRagon (Bobby Fish i Kyle O’Reilly) oraz The Young Bucks (Matt Jackson i Nick Jackson) wygrali odpowiednie walki.
17 listopada 2021 w odcinku Dynamite, CM Punk rozpoczął feud z MJF-em. Po tym, jak Punk pokonał wszystkich innych członków stajni MJF-a The Pinnacle w ciągu następnych kilku tygodni, obaj w końcu zmierzyli się ze sobą 2 lutego 2022 roku, odcinek, w którym MJF wygrał dzięki pomocy Wardlowa, dając Punkowi swoją pierwszą porażkę w AEW, który był również w rodzinnym mieście Punka w Chicago. 9 lutego, Punk zażądał rewanżu, który MJF przyznał, jeśli Punk znajdzie partnera do pokonania FTR (Cash Wheeler i Dax Harwood) w Tag Team matchu tej nocy. Jon Moxley został ujawniony jako partner Punka i zwyciężyli. W następnym tygodniu Punk ujawnił, że rewanż z MJF-em będzie Dog Collar match na Revolution.
Po kilku miesiącach bycia niepokonaną, Thunder Rosa stała się pretendentką numer jeden do AEW Women’s World Championship, której posiadaczką była wtedy Dr. Britt Baker, D.M.D., ponownie rozpalając starą kłótnię pomiędzy nimi. Walka o tytuł został oficjalnie ogłoszona na Revolution 16 lutego na odcinku Dynamite.
23 lutego na odcinku Dynamite, po tym, jak Jade Cargill zachowała AEW TBS Championship przeciwko The Bunny, pochwaliła się niepokonanym rekordem 28 do 0 i rzuciła otwarte wyzwanie na tytuł. Tay Conti wyszła, aby przyjąć wyzwanie, a walka została oficjalnie ogłoszona na Revolution.
Podczas Revolution 2021, AEW zorganizowało Face of the Revolution ladder match, w którym zwycięzca otrzymał walkę o AEW TNT Championship. Druga walka została zaplanowana na wydarzenie w 2022 roku, dzięki czemu walka stała się coroczną tradycją Revolution. Keith Lee, debiutujący w AEW, zakwalifikował się jako pierwszy, pokonując Isiaha Kassidy’ego 9 lutego na odcinku Dynamite. Pozostałe miejsca zostały zapełnione w ciągu następnych kilku tygodni, Powerhouse Hobbs, Ricky Starks, Orange Cassidy i Christian Cage każdy z nich zakwalifikował się pokonując odpowiednio Maxa Castera, Dante Martina, Prestona „10” Vance’a z The Dark Order, Anthony’ego Bowensa i Ethana Page’a.
Chris Jericho i Eddie Kingston rozpoczęli feud po tym, jak Kingston zaczął insynuować swoim przyjaciołom (i kolegom z drużyny Jericho Inner Circle) Proud and Powerful (Santana i Ortiz), że są powstrzymywani przed ich pełnym potencjałem i powinni sami się rozgałęzić, co Jericho wziął za obrazę. Po konfrontacji 23 lutego na odcinku Dynamite, walka pomiędzy nimi została oficjalnie ogłoszona na Revolution.
19 stycznia na odcinku Dynamite, Jon Moxley powrócił po wzięciu wolnego, by walczyć z alkoholizmem. W następnych tygodniach, Bryan Danielson zwrócił się do Moxleya o współpracę, aby „poprowadzić” AEW i być mentorem dla młodszego pokolenia wrestlerów. 16 lutego, Moxley odpowiedział, że nigdy nie pokonał Danielsona, bez względu na to, w jakiej federacji byli oboje, i że rozważy połączenie się tylko wtedy, gdy najpierw „połączą się razem”, co wskazuje, że chciałby walki. W następnym tygodniu, po tym, jak Moxley uratował Danielsona przed atakiem 2point0 (Jeff Parker i Matt Lee) i Danielem Garcią, Danielson zgodził się na walkę na Revolution.

## Wyniki walk
| Nr                                                                   | Wyniki | Stypulacje                                                                  | Czas  |
| -------------------------------------------------------------------- | --- | --------------------------------------------------------------------------- | ----- |
| 1P                                                                   | Leyla Hirsch pokonała Kris Statlander poprzez pinfall | Singles match                                                               | 9:50  |
| 2P                                                                   | Hook pokonał QT Marshalla poprzez submission | Singles match                                                               | 5:00  |
| 3P                                                                   | House of Black (Malakai Black, Brody King i Buddy Matthews) pokonali Paca, Penta Oscuro i Ericka Redbearda (z Alexem Abrahantesem) poprzez pinfall                                                      | Six-man tag team match                                                      | 17:20 |
| 4                                                                    | Eddie Kingston pokonał Chrisa Jericho poprzez submission | Singles match                                                               | 13:40 |
| 5                                                                    | Jurassic Express (Jungle Boy i Luchasaurus) (c) pokonali reDRagon (Bobby’ego Fisha i Kyle’a O’Reilly’ego) oraz The Young Bucks (Matta Jacksona i Nicka Jacksona) (z Brandonem Cutlerem) poprzez pinfall | Three-way tag team match o AEW World Tag Team Championship                  | 18:55 |
| 6                                                                    | Wardlow pokonał Christiana Cage’a, Keitha Lee, Orange’a Cassidy’ego, Powerhouse Hobbsa i Ricky’ego Starksa                                                                                              | Face of the Revolution Ladder match o przyszłą walkę o AEW TNT Championship | 17:20 |
| 7                                                                    | Jade Cargill (c) (z Markiem Sterlingiem) pokonała Tay Conti (z Anną Jay) poprzez pinfall | Singles match o AEW TBS Championship                                        | 6:50  |
| 8                                                                    | CM Punk pokonał MJF-a poprzez pinfall | Dog Collar match                                                            | 26:45 |
| 9                                                                    | Dr. Britt Baker, D.M.D. (c) (z Jamie Hayter i Rebel) pokonała Thunder Rosę poprzez pinfall | Singles match o AEW Women’s World Championship                              | 17:25 |
| 10                                                                   | Jon Moxley pokonał Bryana Danielsona poprzez pinfall | Singles match                                                               | 21:05 |
| 11                                                                   | Darby Allin, Sammy Guevara i Sting pokonali The Andrade-Hardy Family Office (Andrade El Idolo, Matta Hardy’ego i Isiaha Kassidy’ego) (z José the Assistantem) poprzez pinfall                           | Six-man tornado tag team match                                              | 13:20 |
| 12                                                                   | "Hangman" Adam Page (c) pokonał Adama Cole’a poprzez pinfall | Singles match o AEW World Championship                                      | 25:45 |
| (c) – mistrz/mistrzyni przed walkąP – walka miała miejsce w pre-show | |                                                                             |       |